# Доктур, Болеслав
Болеслав Доктур (пол. Bolesław Doktór, род. 10 августа 1929 года, Тшебница, ум. 2 ноября 2021 года, Менджысьвець) — польский политик, посол на Сейм ПНР VIII и IX каденций.

## Биография
В 1951 году работал учителем в сельскохозяйственном лицее в Костельце-Куявском, с 1954 года в Сельскохозяйственном техникуме в Менджысьвеце, в котором в 1970 году стал директором.
После окончания Сельскохозяйственного университета им. Гуго Коллантая в Кракове (1956) получил диплом инженера сельского хозяйства, а после окончания Варшавского университета (1966), магистра педагогики.
С 1966 года являлся членом Объединённой крестьянской партии, членом Центрального Комитета, а также Президиума воеводского комитета и главой городского комитета этой партии. В течение многих лет был членом Воеводского национального совета в Бельско-Бялой (в том числе и как вице-президент). В 1981 году получил мандат посла на Сейм ПНР IX каденции от избирательного округа в Бельско-Бялой, в Сейме был членом Комиссии по сельскому хозяйству и пищевой промышленности, Комиссии образования и воспитания, а также Комиссии по сельскому, продовольственному и лесному хозяйству. В 1985 году был переизбран. В Сейме ПНР IX каденции был членом Комиссии по экономическому сотрудничеству с зарубежными странами и в Комиссии национального образования и молодежи.
Кавалер ордена Возрождения Польши и медали Комиссии Народного Образования.
Похоронен на старом кладбище Скочува.